# Stadtkirche St. Michael (Schlüchtern)

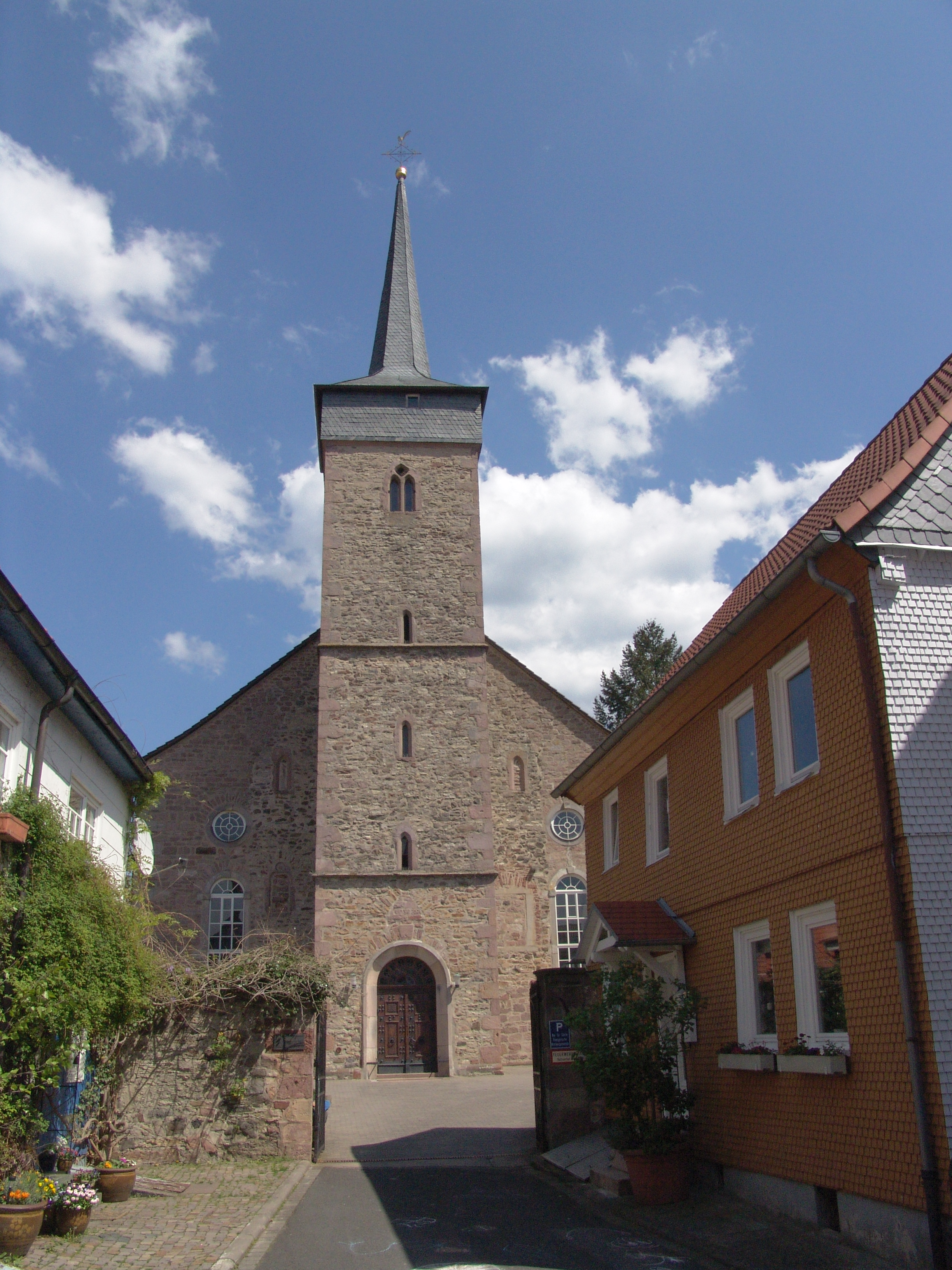
Außenansicht der Kirchturmes (2019)

Die evangelische Stadtkirche St. Michael ist ein ortsbildprägendes Kirchengebäude in Schlüchtern, einer Kleinstadt im Main-Kinzig-Kreis (Hessen). Die evangelische Kirchengemeinde Schlüchtern gehört zum Kirchenkreis Kinzigtal im Sprengel Hanau-Hersfeld der Evangelischen Kirche von Kurhessen-Waldeck.

## Geschichte
Die Stadtkirche St. Michael in Schlüchtern ist ein Bauwerk mit einer vielschichtigen und wechselvollen Geschichte, deren Ursprünge auf das 9. Jahrhundert zurückgehen. Bereits zu dieser Zeit bestand eine Kirche in Schlüchtern, die nachfolgend durch einen Bau ersetzt wurde, von dem heute nur noch der Turm erhalten ist. Dieser Bau stammt aus der Zeit um 1100 und wurde dem Erzengel Michael geweiht.
1167 war Schlüchtern Pfarrei, die zum Kloster Schlüchtern und zum Archidiakonat des Landkapitels Karlstadt des Bistums Würzburg gehörte. Damals gehörten zur Pfarrei die Kirchspiele Schlüchtern, Ramholz und die Kirchen Aufenau sowie Marjoß. Zum Kirchspiel Schlüchtern zählten damals Elm, Kressenbach und Hintersteinau. 1405 gehörten dem Bezirk an: Ahlersbach, Bellings, Elm, Hohenzell, Kressenbach, Niederzell und Wallroth.
Die erste urkundliche Erwähnung der Kirche stammt aus dem Jahr 1151, als der Mönch Eckhard als Pfarrer der Parochialkirche St. Michael bezeichnet wurde. 1196 wurde die Kirche auf Betreiben des Abtes Johannes und mit Zustimmung von Papst Coelestin III. mit dem nahegelegenen Kloster Schlüchtern vereinigt. Diese Inkorporation erlaubte es dem Kloster, die Einkünfte der Kirche zu nutzen, um seine Armut zu lindern. Der Bischof von Würzburg, dessen Rechte zunächst übergangen wurden, erteilte 1213 seine nachträgliche Zustimmung.
Am 13. Mai 1543, dem Pfingstsonntag, führte Abt Petrus Lotichius zusammen mit dem gesamten Konvent des Klosters Schlüchtern erstmals das Abendmahl in beiderlei Gestalt durch. Damit war die Reformation eingeführt und Schlüchtern wurde lutherisch. Durch die zweite Reformation in der Grafschaft Hanau-Münzenberg unter Graf Philipp Ludwig II. wurde die Kirche reformiert. Im Dreißigjährigen Krieg erlitt die Kirche schwere Schäden, die erst im Laufe der folgenden Jahrzehnte behoben wurden.

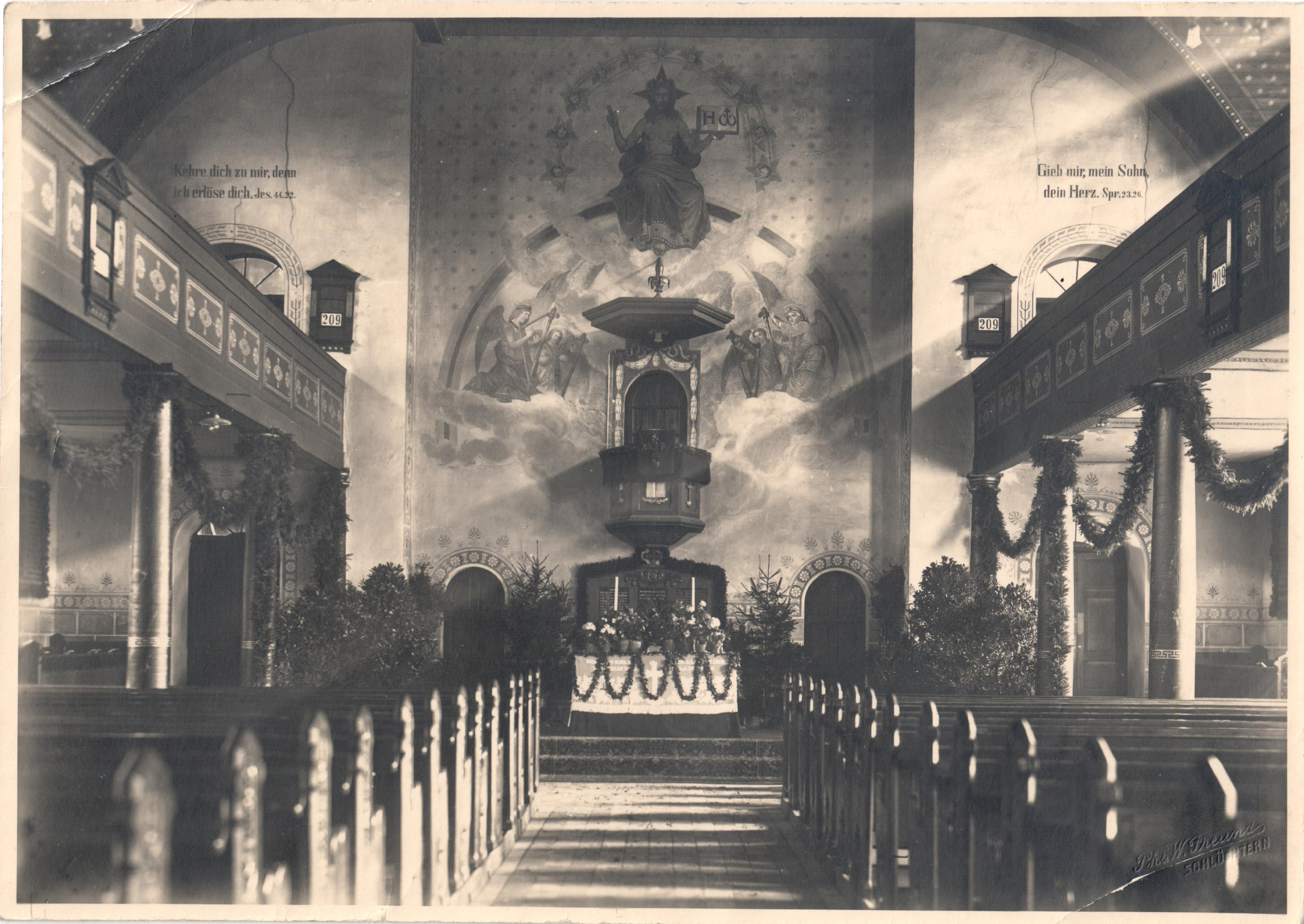
Kirchenraum im Jugendstil (1900)

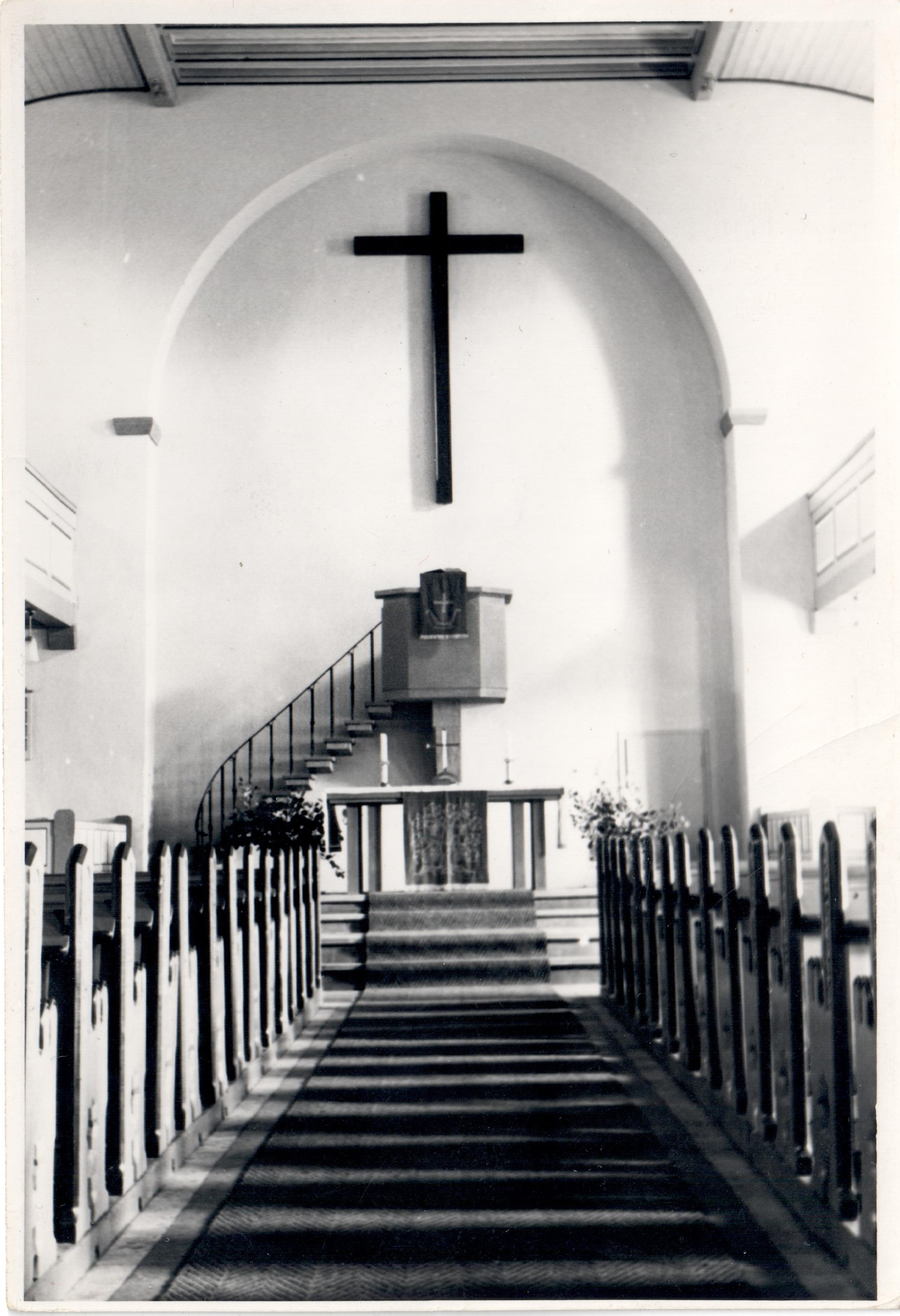
Altarraum (1953)

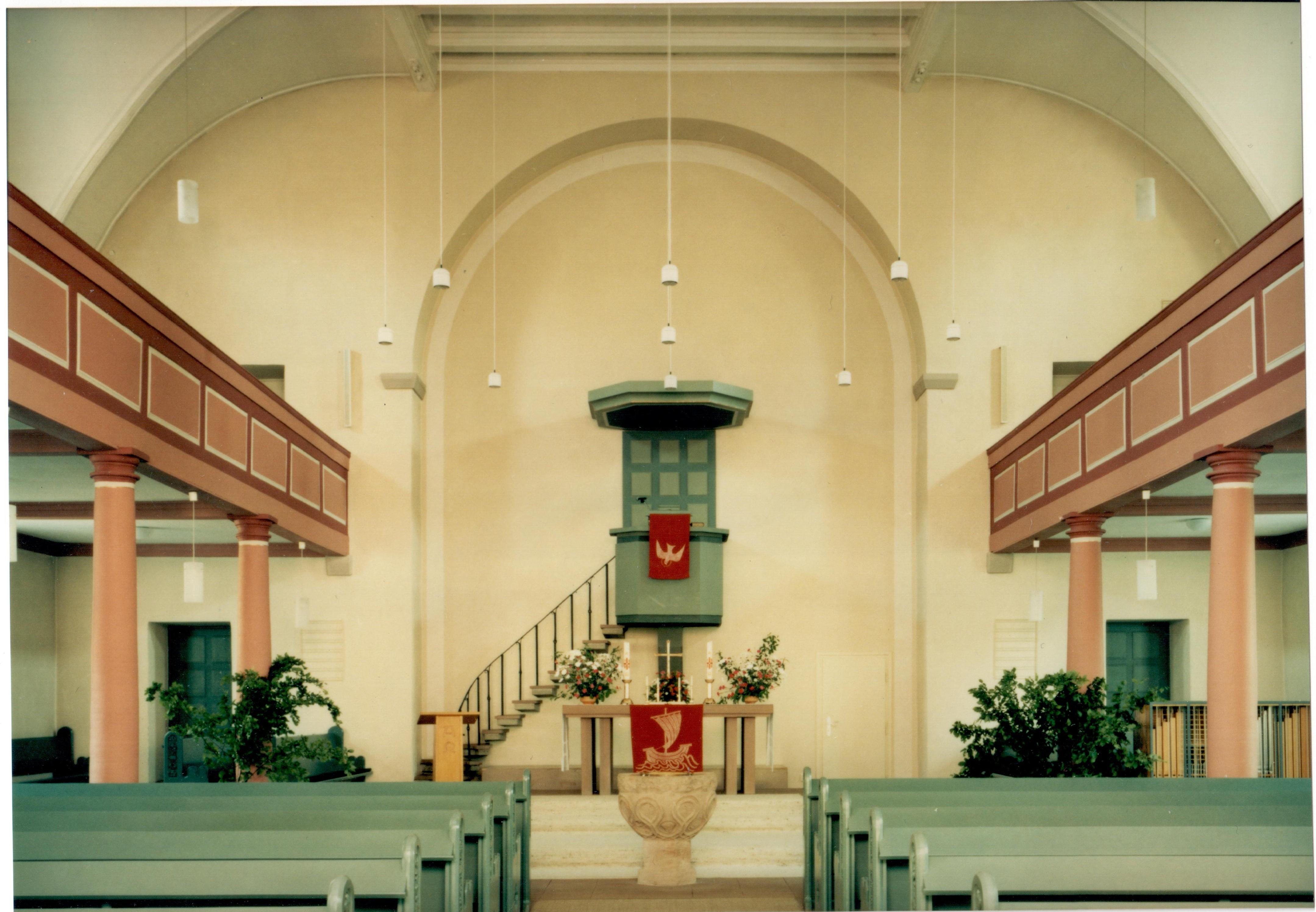
Kirchenraum (1974)

Eine bedeutende Zäsur stellte die Beschädigung durch preußisch-schwedische Kriegsgefangene im Jahr 1806 dar. Sie führte zu umfassenden Wiederherstellungsarbeiten. Zwischen 1838 und 1840 erfolgte unter der Leitung des Architekten Eduard Florens Spangenberg ein grundlegender Umbau. Dabei entstand das heutige Kirchenschiff im Stil des ausgehenden Klassizismus mit Rundbogenfenstern, Rundfenstern und toskanischen Emporensäulen. Die ursprünglich spätklassizistische Farbgestaltung war zurückhaltend: cremeweiße Wände, beige-graue Säulen und grau-grüne Elemente betonten die Architektur dezent.
Die erste Renovierung in den Jahren 1899 und 1900 folgte den gestalterischen Prinzipien des Jugendstils. Dunkle Holzbänke und dunkle Emporen mit goldenen Verzierungen prägten das Erscheinungsbild. Die Säulen waren marmorfarben gestaltet, und in den Zwickeln der Decke befanden sich überlebensgroße Darstellungen der 12 Apostel. Über der Kanzel hing ein monumentales Christusbild, welches Christus auf einem Regenbogen zeigte. Die Wände waren reich mit Ornamenten und Bibelworten wie „Gib mir, mein Sohn, dein Herz“ (Sprüche 23,26) und „Kehre dich zu mir, denn ich erlöse dich“ (Jesaja 44,22) verziert. Diese wilhelminische Zeit brachte der Kirche eine Wandkanzel, eine aufwändige Ausmalung der Ostwand und Gewölbezwickel sowie ein neues Portal. Eine Altarbibel, gestiftet von der letzten deutschen Kaiserin Auguste Viktoria, bereicherte die Innenausstattung.
In den 1950er Jahren wurde die Kirche den neuen gestalterischen Vorlieben der Nachkriegszeit angepasst. Diese Renovierung zeichnete sich durch eine deutliche Reduktion der einst reichhaltigen Ausstattung aus. Die Wände und Deckenbemalung, einschließlich der Darstellungen der Apostel und des Christusbildes, wurden überstrichen. Die neuen dominierenden Farben waren Weiß, Grau und Blutrot, die eine nüchterne, schlichte Atmosphäre schufen.
Die Renovierung von 1971 brachte eine lebendigere Farbgestaltung in den Kirchenraum. Die Wände wurden in einem hellen Eierschalengelb gestrichen, während die Empore und die Säulen in einem kräftigen Ochsenblutrot gehalten waren. Die Bänke wurden in einem dunklen Grünton gestaltet. Diese Farbwahl führte zu einem markanten Kontrast, der den Raum modern und zeitgemäß erscheinen ließ.
Die jüngste Renovierung fand zwischen 2021 und 2023 statt. Dabei wurde der Kirchenraum in hellen Grautönen und Weiß neu gestaltet, um den ursprünglichen klassizistischen Charakter wieder hervorzuheben. Über dem komplett neugestalteten Altarraum befindet sich nun ein modernes Glasmosaik, das die Kirche in zeitgemäßem Licht erstrahlen lässt.
Die Stadtkirche St. Michael war von jeher eng mit der Stadtgeschichte verbunden. Der Erzengel Michael, Schutzpatron der Kirche, wurde auch zum Schutzpatron der Stadt Schlüchtern und ziert bis heute das Stadtwappen.

## Architektur

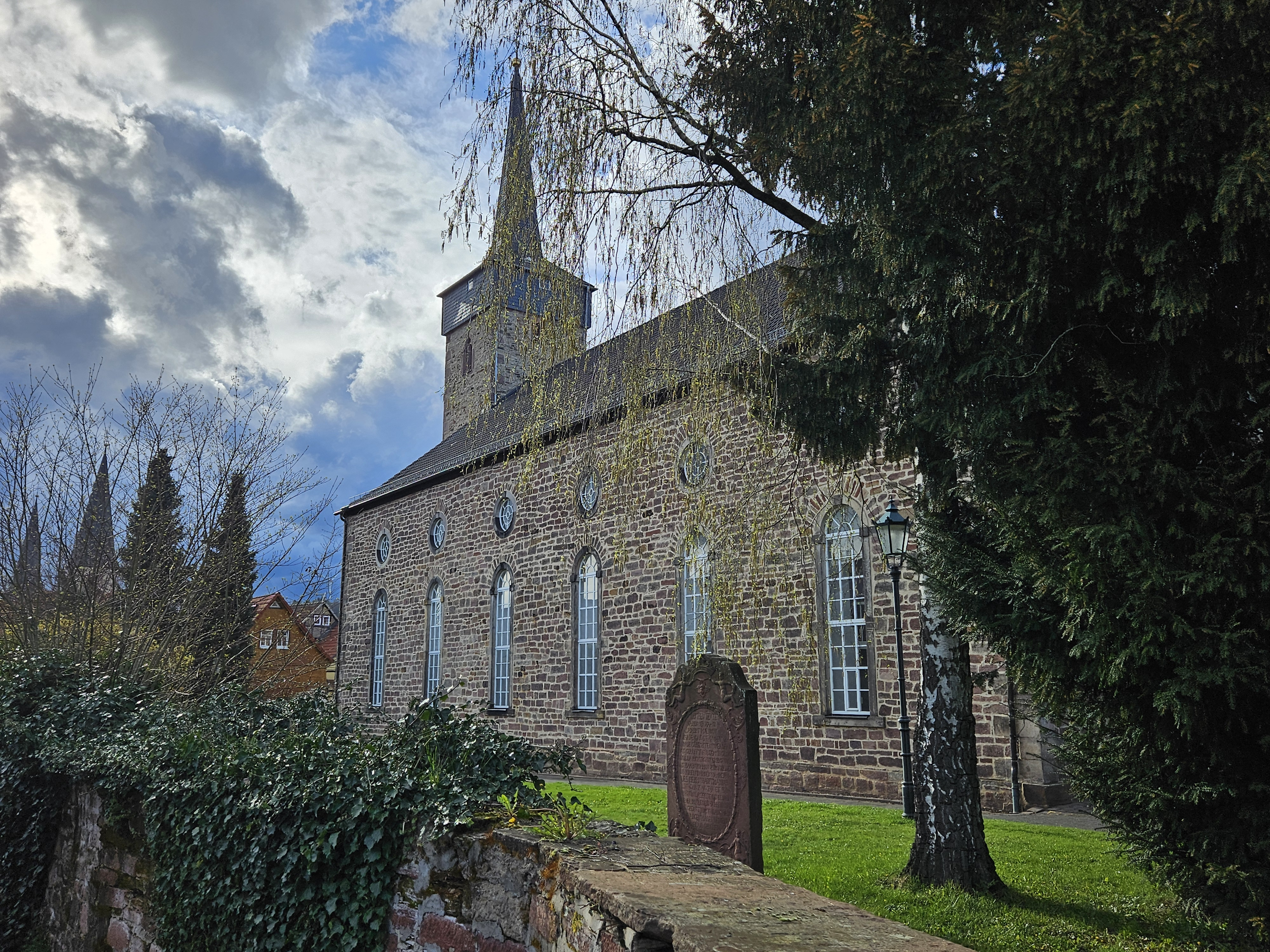
Außenansicht des Langhauses (2024)

Der Turm stammt noch von einem Vorgängerbau der Kirche in frühgotischen Stil um das Jahr 1400. Das Kirchenschiff entstand in den Jahren 1838–1840, wobei das ehemalig gotische Kirchenschiff verschwand und durch einen bedeutend breiteren Saalbau mit Rundbogenfenstern im Stil des Klassizismus ersetzt wurde. Dieser langgestreckter und breiter Saalbau hat ein Walmdach sowie sechs Fenster auf der südlichen und nördlichen Seite des Langhauses, welche hervortretende Kämpfer- und Schlusssteine besitzen. Über den großen Rundbogenfenstern befinden sich Okuli. Das Hauptportal der Kirche befindet sich im Turm. Auf der Rückseiten befinden sich zwei weitere Türen, welche zwei mittige Fenster umschließen.

## Ausstattung

### Taufstein

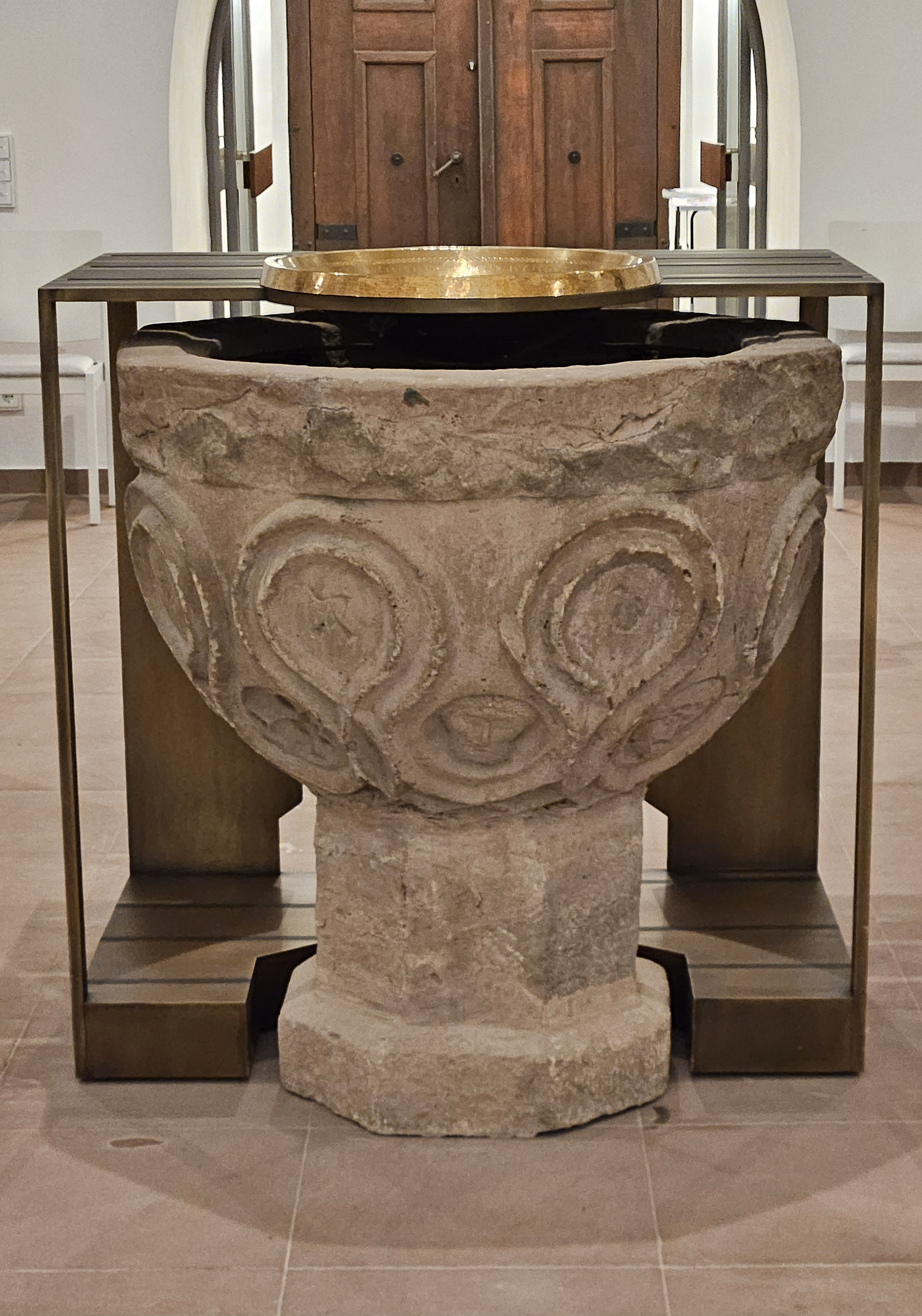
Taufstein mit neuer Einfassung (2024)

Im Jahr 1960 wurde bei Bauarbeiten an der Klostermauer der Taufstein des ehemaligen Benediktinerklosters aus dem Jahr 1534 wiedergefunden. Dieser wurde während des calvinistischen Bildersturms beseitigt. Nachdem er mit einem Messingbecken versehen und vor der Stufe zum Altarraum platziert wurde, konnte er als Taufbecken genutzt werden. Nach der zwischen 2021 und 2023 erfolgten Renovierung befindet sich der Taufstein mit einer neuen Einfassung im Eingangsbereich der Kirche. Dadurch symbolisiert er eine Grundüberzeugung des christlichen Glaubens, dass man durch die Taufe in die Kirche gelangt.

### Glaskunstwerk
Auch das neue zentrale Glaskunstwerk der Kirche schlägt eine Brücke zur Taufe. Die neue Wandgestaltung orientiert sich an der Struktur von Wasseringen. Einzelne Kreisringe überlagern und durchdringen sich. Im Zentrum führen die Kreise zum Goldenen Kreuz, dessen Arme sich aufrichten.

### Altarraum

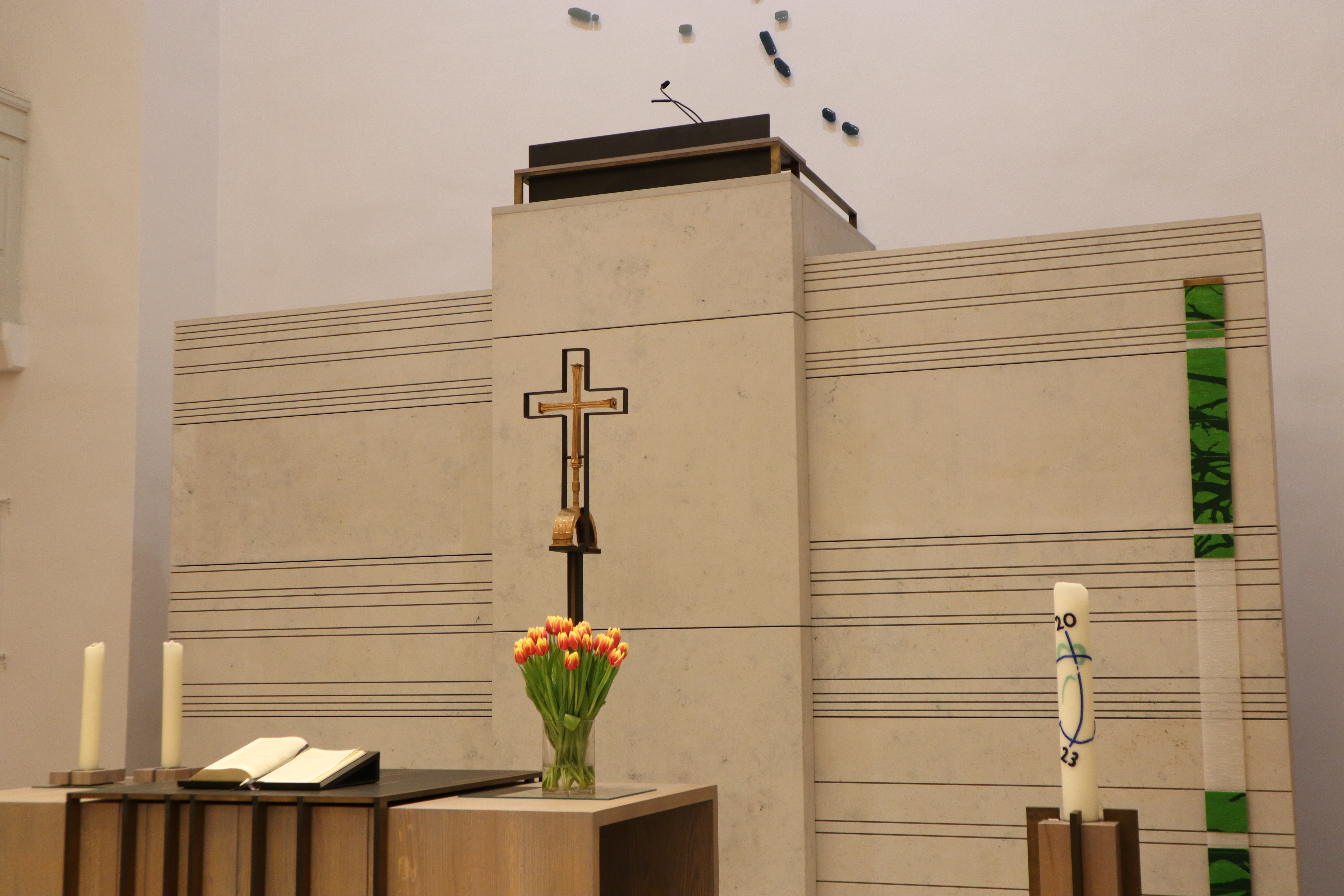
Altarraum mit Kanzelwand (2024)

Der Altarraum, welcher sich bis 2021 im Stil der nüchternen 50er und 60er Jahre darstellte, wurde im Zuge der Innenrenovierung von 2021 bis 2023 grundlegend neugestaltet. Die neuen Prinzipalstücke wurden nach Plan der Künstler Lönne und Neumann durch die Schmiede der Abtei Königsmünster in Meschede gefertigt.
Hierbei sind ein neuer Altar, dessen insgesamt 12 Öffnungen an die Gemeinschaft Jesu Christi mit seinen 12 Aposteln erinnert und neues Lesepult hinzugekommen, welches mit seinen zwei Komponenten zwei aufeinander bezogene Pole, wie das Neue und Alte Testament darstellt.

Das alte Altarkreuz konnte als Standkreuz umfunktioniert werden. Auf den acht Seiten der Kreuzarme ein fortlaufender Text zweier Bibelverse abgebildet:
Ich bin das A und das O, der Anfang und das Ende. Ich will dem Durstigen geben von der Quelle des Lebendigen Wassers umsonst. Wer überwindet, der wird dies ererben, und ich werde sein Gott sein und er wird mein Sohn sein. – Offenbarung 21,6–7. (Lutherübersetzung 2017)

## Orgeln
Bereits im Jahr 1543 ging ein Auftrag an Laurentius Daum aus Fulda, welcher eine Orgel bauen sollte. Diese wurde 1547 fertiggestellt. 1683 war eine andere Orgel (Große Orgel auf der Westempore) vorhanden, welche 1677 angeschafft wurde und 1761 über acht Register auf einem Manual und ein mit drei Registern angehängtes Pedal verfügte. Johann Heinrich Zinck führte 1738/1739 und 1750 Reparaturen durch. 1765 / 1766 erfolgte ein Orgelneubau durch seinen Neffen Johann Georg Zinck aus Wächtersbach. 1839 wurde wieder ein neues Werk durch Georg Link aus Reinhards gebaut.

### Ratzmann- / Walcker-Orgel

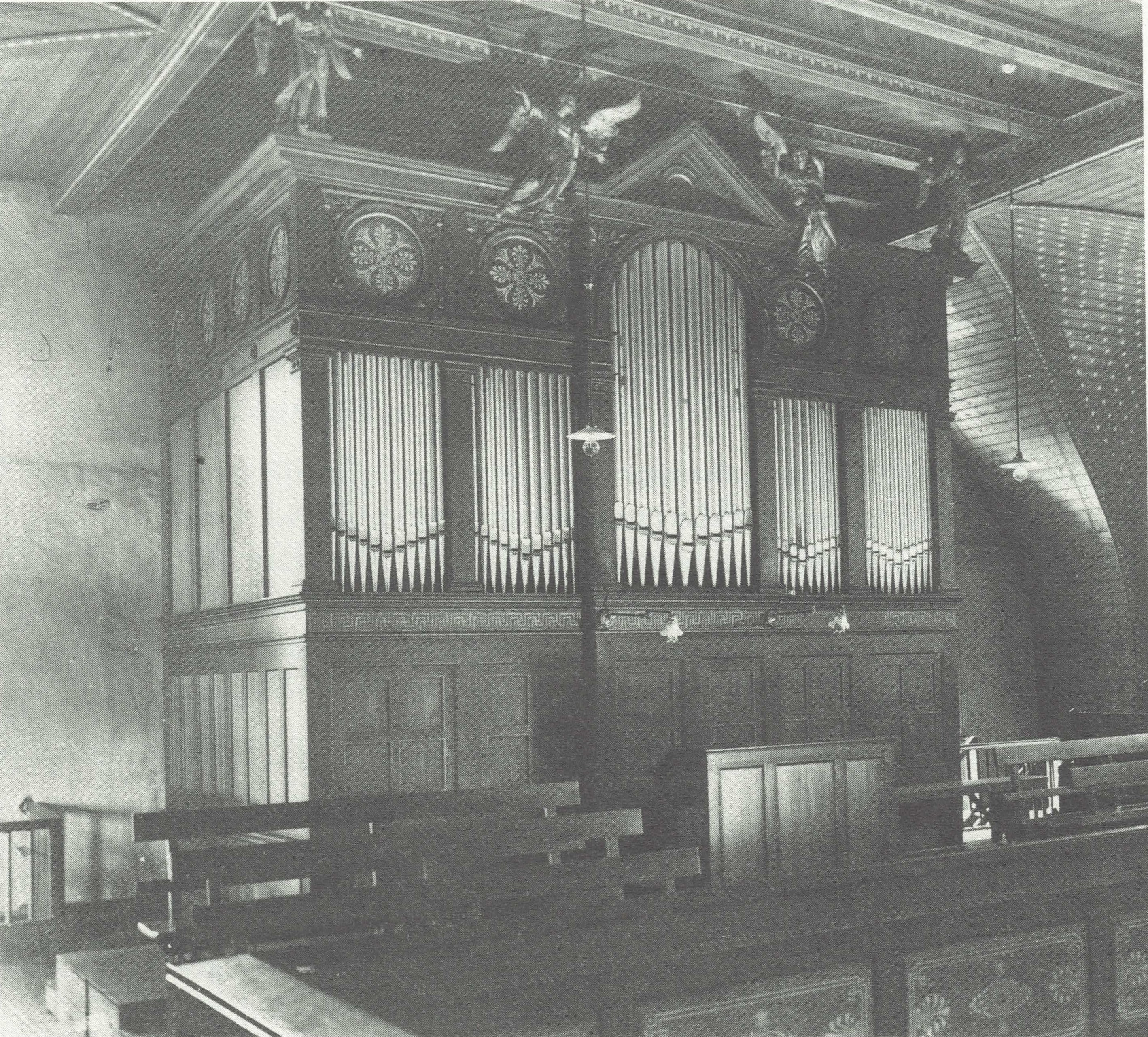
Ratzmann-Orgel (1906)

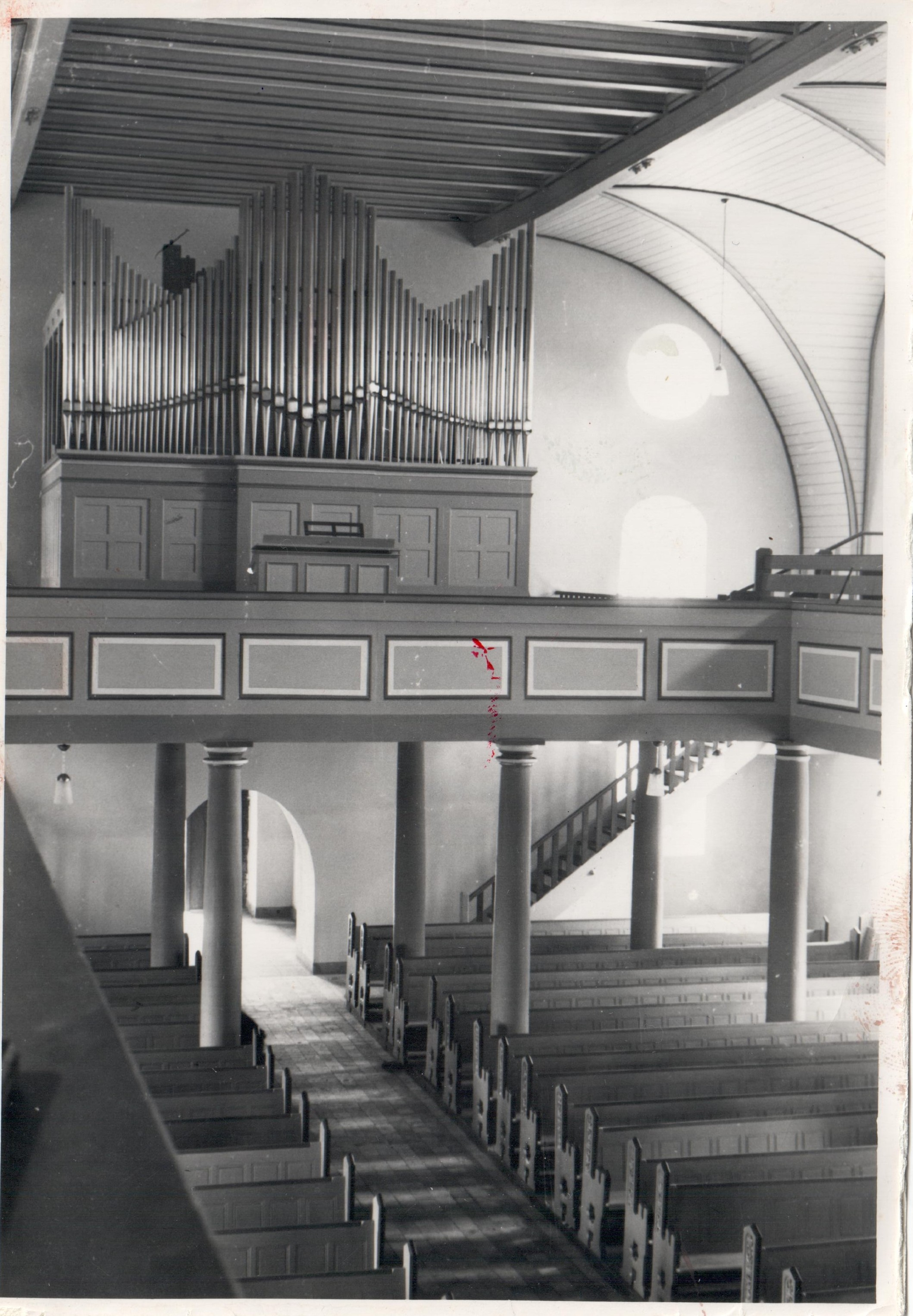
Walcker-Orgel (1960)

Im Jahr 1903 errichtete der Orgelbauer Wilhelm Ratzmann aus Gelnhausen eine neue Orgel. Das Instrument wurde in einem neugotischen Gehäuse eingebaut, das sich harmonisch in das architektonische Gesamtbild der Kirche einfügte. Die Orgel war ein typisches Werk der Spätromantik und zeichnete sich durch die für diese Epoche charakteristischen warmen Grundstimmen und farbenreichen Registern aus.
Die Orgel besaß pneumatische Kegelladen. Neben den Normalkoppeln für die zwei Manuale und das Pedal verfügte das Instrument über mehrere Super- und Suboktavkoppeln sowie zwei freie Kombinationen. Wichtige Merkmale für den Anspruch der Spätromantik an dynamische Vielfalt und orchestrale Klangfülle.
Eine leicht kleinere, jedoch nahezu identische Orgel von Ratzmann steht erst kürzlich restauriert in St. Markus zu Altenmittlau. → Orgel (II/19) 
Zwischen 1951 und 1956 wurde das Instrument in mehreren Arbeitsschritten durch die Orgelbauwerkstatt E. F. Walcker & Cie. aus Ludwigsburg umfassend umgebaut. Die Disposition wurde von 21 auf 24 Register erweitert. Im Zuge der Umbaumaßnahmen ersetzte Walcker das neugotische Gehäuse durch einen modernen Freipfeifenprospekt. Die ursprünglichen Kegelladen blieben erhalten, wurden jedoch elektrifiziert.
Einige der alten Register fanden weiterhin Verwendung. Die Pfeifen, die in den Nachkriegsjahren gefertigt wurden, spiegelten die Materialknappheit der Zeit wider: Viele Zinnpfeifen bestanden aus niedrigprozentigen Legierungen, waren dünnwandig und teilweise von minderer handwerklicher Qualität. Diese Umstände prägten den Klangcharakter und Lebensdauer der Orgel nachhaltig. Vom spätromantischen Klangideal hin zu einem Experimentierfeld der Orgelbewegung.
Die Disposition stammte von Richard Voge, der auf diesem Instrument auch bedeutende Werke von Max Reger einspielte, darunter die Orgelfantasien "Wie schön leuchtet uns der Morgenstern" (op. 40 Nr. 1) und "Halleluja! Gott zu loben" (op. 52 Nr. 3). Die Mensuren wurden durch Ernst Karl Rößler aus Hohenzell gestaltet.

### Peter-Orgel

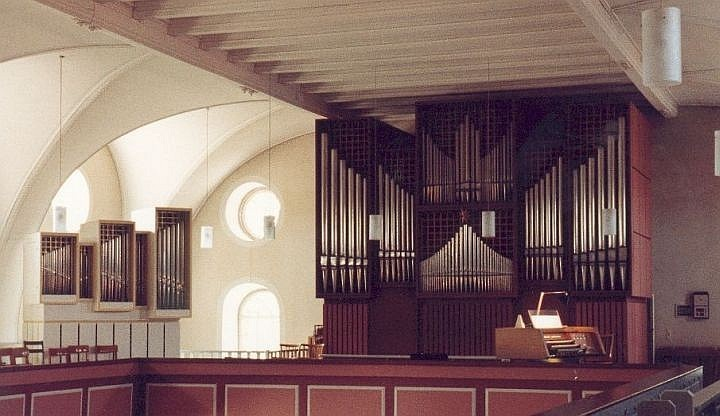
Peter-Orgel (1981)

Im Jahr 1970 erfolgte ein vollständiger Neubau der Orgel durch den Orgelbauer Willi Peter aus Köln. Dabei wurden zahlreiche Register aus dem Walcker-Umbau der 1950er-Jahre übernommen. Die neue Orgel besaß zunächst zwei Manuale und 33 Register. Peter stattete das Werk mit elektrischen Schleifladen aus.
1974/75 wurde das Instrument um ein drittes Manual als Seitenwerk und damit insgesamt auf 45 Register erweitert. Die Disposition und Mensuren stammten erneut von Ernst Karl Rößler. Die klangliche Ausrichtung der Orgel entsprach dem Zeitgeist der Orgelbewegung: Sie war ein Experimentierfeld für neuartige Pfeifenformen, ungewöhnliche Teiltöne und unkonventionelle Mensuren, die sich deutlich von klassischen Prinzipien entfernten.
Viele dieser von Rößler entwickelten Register sind heute selten und stellen ein interessantes Beispiel für die klangliche Vielfalt der Orgelbewegung dar. Die Peter-Orgel wurde in den 1970er-Jahren als "modernste Orgel Europas" bezeichnet – ein Titel, der jedoch nicht von langer Dauer war. Bereits nach wenigen Jahren traten erhebliche Probleme mit der Elektronik auf. Die mechanische Schleiflade, die ab den 1960er-Jahren wieder vermehrt eingesetzt wurde, erwies sich gegenüber der elektrischen Traktur als deutlich zuverlässiger und langlebiger.
Für die Ausbildung an der Orgel war die elektrische Traktur ein erhebliches Hindernis. Zusätzlich zeigte die Disposition deutliche Schwächen: Es fehlten im Haupt- und Schwellwerk wichtige Register wie ein Prinzipal 2', im Pedal mangelte es an einem Labialregister 8' sowie einer Trompete 8'. Auch ein Streichregister war im gesamten Werk nicht vorhanden. Stattdessen fanden sich kuriose Einzelstimmen, die für die breite Orgelliteratur kaum geeignet waren.
Aufgrund dieser Defizite reichte der damalige Landeskirchenmusikdirektor und Leiter der Kirchenmusikalischen Fortbildungsstätte (KMF) in Schlüchtern, Martin Bartsch, ein Gutachten ein, das den Neubau einer Orgel empfahl. Im Jahr 1992 begannen schließlich die Planungen für einen neuen Orgelbau. Nach dem letzten Einsatz der Peter-Orgel im Gottesdienst am 16. Januar 1994 wurde das Instrument durch die Orgelbaufirma Reinhard Hüfken aus Halberstadt abgebaut. Die Orgel wurde leicht modifiziert und in der Neuapostolischen Kirche Süd in Magdeburg wiederaufgebaut, wo sie bis heute im Einsatz ist.
Disposition der Orgel nach 1974 / 1975 mit 45 Registern in der zeittypischen Anordnung am Spieltisch:
| I Hauptwerk C–g3          |        |
| Principal                 | 08′    |
| Octave                    | 04′    |
| Überblasender Dolcan      | 02′    |
| Spanischer Hintersatz III | 2 ⁄3′  |
| Mixtur VI–VII             | 02′    |
| Rohrpommer                | 016′   |
| Gedeckt                   | 08′    |
| Gemsquinte                | 5 1⁄3′ |
| Schweizerpfeife           | 04′    |
| Nasat                     | 2 ⁄3′  |
| Singend Nachthorn         | 02′    |
| Trompete                  | 08′    |
| Tremulant                 |        |

| II Schwellwerk C–g3  |               |
| Bleioctave           | 08′           |
| Principal            | 04′           |
| Doppeloktave II      | 02′           |
| Mixtur IV-V          | 2 ⁄3′         |
| Rohrflöte            | 08′           |
| Nachthorn            | 04′           |
| Sesquialtera III     | 2 ⁄3′         |
| Rohrgemsquinte       | 1 ⁄3′         |
| Un-Tredezime         | 8⁄11′ + 8⁄13′ |
| Basson-Schalmei      | 16′           |
| Tremulant            |               |
| Scharf V (S II)      | 1 ⁄3′         |
| Gemshorn (S II)      | 08′           |
|                      | -             |
| Rohrkrummhorn (S II) | 08′           |
| Tremulant (S II)     |               |

| III Seitenwerk C–g3     |        |
| Gedeckt                 | 8′     |
| Principal               | 4′     |
| Überblasender Schwiegel | 2 ⁄3′  |
| Octave                  | 2′     |
| Quinte                  | 1 ⁄3′  |
| Octävlein               | 1′     |
| Cimbel IV               | 2⁄3′   |
| Quintade                | 8′     |
| Rohrschweizerpfeife     | 2′     |
| Terzflöte               | 1 3⁄5′ |
| Dulcian                 | 8′     |
| Tremulant               |        |

| Pedalwerk C–f1  |         |
| Principalbaß    | 16′     |
| Oktavbaß        | 16′     |
| Pedalmixtur IV  | 02′     |
| Subbaß          | 016′    |
| Quinte          | 10 2⁄3′ |
| Spitzflöte      | 04′     |
| Doppelrohrflöte | 02′     |
| Posaune         | 16′     |
| Feldtrompete    | 04′     |

Die mit S II gekennzeichneten Register stehen auf einer Sonderlade und sind auch im Haupt-, Seiten-, Schwell- und Pedalwerk frei koppelbar.
- Koppeln: I/P, II/P, III/P, S II/P, II/I, III/I, S II/I, III/II, S II/II, S II/III
- Schweller: 2 Jalousieschweller (Schwellwerk, Seitenwerk); Rollschweller–Walze
- Spielhilfen: 6 unsichtbare Setzerkombinationen
- Pedalklaviaturen: Parallel- und Radialbauart, auswechselbar
- Effektregister: Zimbelstern

### Schuke-Orgel

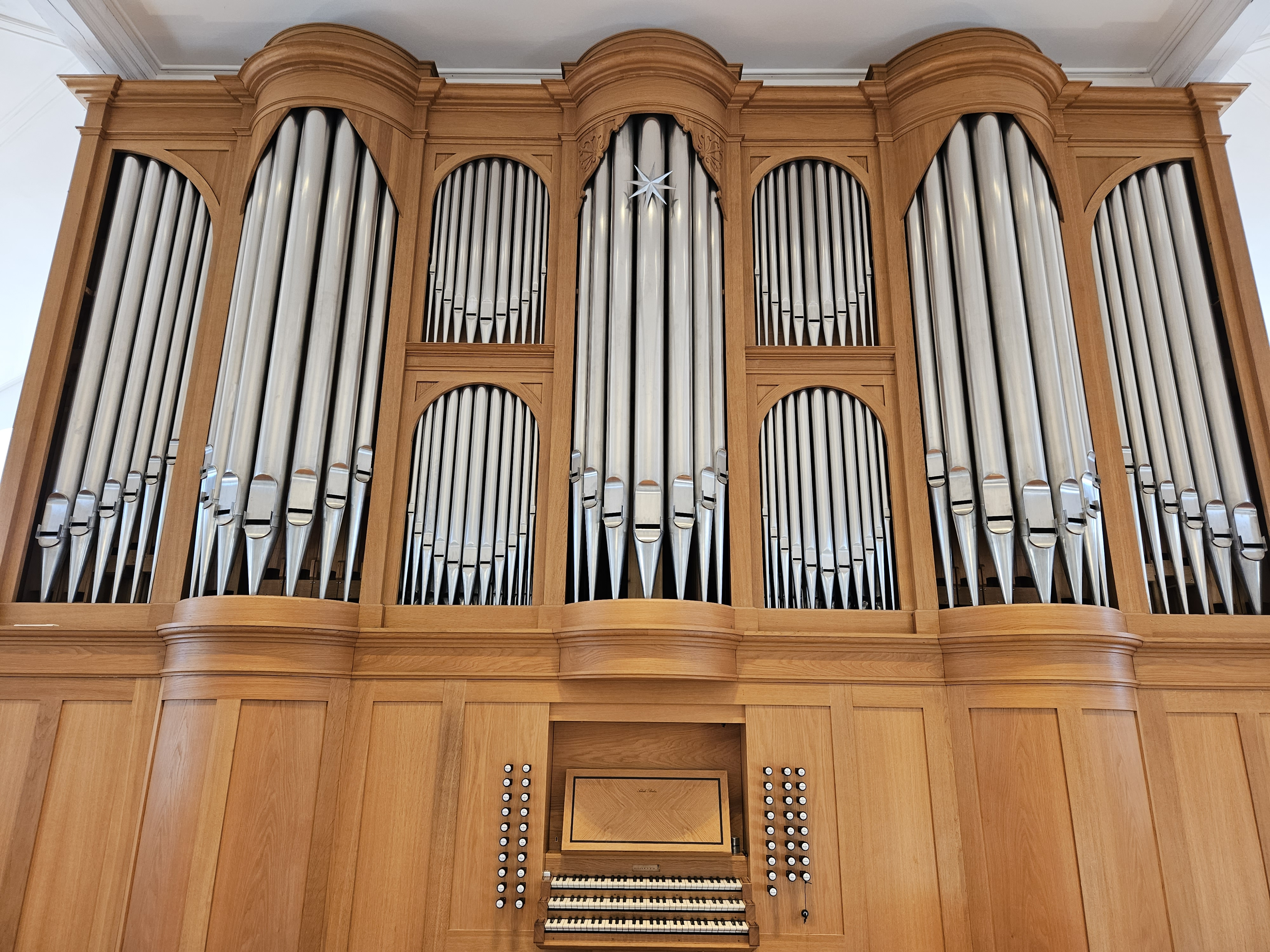
Schuke-Orgel (2023)

Die heutige Orgel der Stadtkirche wurde 1994 von Karl Schuke erbaut und am 25. September desselben Jahres eingeweiht. Die Disposition stammt von Wolfgang Theer (Schuke), Gerhard Holzner (BZK Marienkirche-Hanau), Jürgen Hessel (Orgelsachverständiger EKKW), Martin Bartsch, Hans-Martin Balz sowie Gunther Martin Göttsche. Die Orgel sollte als „Vorbild-Instrument“ für viele weitere Generationen dienen und musste deshalb klanglich sowie technisch höchsten Vorgaben entsprechen. Dabei war es wichtig, keine Stilkopie einer bestimmten Epoche des Orgelbaus entstehen zu lassen. Es sollte ein Instrument mit einer großen Bandbreite von Romantik über Barock bis zu einem französischen Klang entstehen. Das Gehäuse orientiert sich am Prospekt der Ratzmann-Orgel aus 1903. Finanziert wurde das Instrument zur Hälfte durch die Landeskirche und zum anderen Teil durch die Kirchengemeinde sowie zahlreiche Spender und dem Verkauf der alten Orgel. Bereits 1998 wurde im Positiv das Register Sesquialtera hinzugefügt. Im Jahr 2005 wurde sie um einen Zimbelstern erweitert. Zusätzlich zu den wöchentlichen Gottesdiensten erklingt sie regelmäßig in Gemeindekonzerten. Außerdem wird sie als Prüfungs- und Konzertinstrument der Kirchenmusikakademie (KMA) genutzt. Momentan (2024) besitzt die Orgel 37 Register, mehrere Koppeln, Sperrventile sowie Feste Kombinationen in den drei Manualen. Fünf vakante Register sowie eine Setzeranlage sollen in den nächsten Jahren ergänzt werden, sodass die Orgel dann insgesamt 42 Register besitzt.
| I Hauptwerk C–a3 |       |
| Bordun           | 16′   |
| Principal        | 08′   |
| Gedackt          | 08′   |
| Octave           | 04′   |
| Blockflöte       | 04′   |
| Octave           | 02′   |
| Mixtur V–VI      | 1 ⁄3′ |
| Trompete         | 08′   |

| II Positiv C–a3 |       |
| Rohrflöte       | 8′    |
| Principal       | 4′    |
| Spitzflöte      | 4′    |
| Flachflöte      | 2′    |
| Quinte          | 1 ⁄3′ |
| Sesquialtera II | 2 ⁄3′ |
| Scharff IV      | 2⁄3′  |
| Cromorne        | 8′    |
| Tremulant       |       |

| III Schwellwerk C–a3 |        |
| Flötenprincipal      | 8′     |
| Bordun               | 8′     |
| Salicional           | 8′     |
| Vox coelestis        | 8′     |
| Octave               | 4′     |
| Traversflöte         | 4′     |
| Nasat                | 2 ⁄3′  |
| Octave               | 2′     |
| Tierce               | 1 3⁄5′ |
| Martinshorn          | 1′     |
| Fourniture IV        | 2′     |
| Hautbois             | 8′     |
| Tremulant            |        |

| Pedal C–f1    |       |
| Holzprincipal | 16′   |
| Subbaß        | 16′   |
| Octavbaß      | 08′   |
| Gedacktbaß    | 08′   |
| Choralbaß     | 04′   |
| Hohlflöte     | 04′   |
| Rauschpfeife  | 2 ⁄3′ |
| Posaune       | 16′   |
| Trompete      | 08′   |

- Koppeln: II/I, III/I, III/II, I/P, II/P, III/P
- Spielhilfen: Pleno HW an – Pleno HW ab, Pleno Pos. an – Pleno Pos. ab, Zungen SW an – Zungen SW ab, Sperrventile: Großpedal, Kleinpedal
- Effektregister: Zimbelstern

### Bosch-Orgel im Konferenzraum

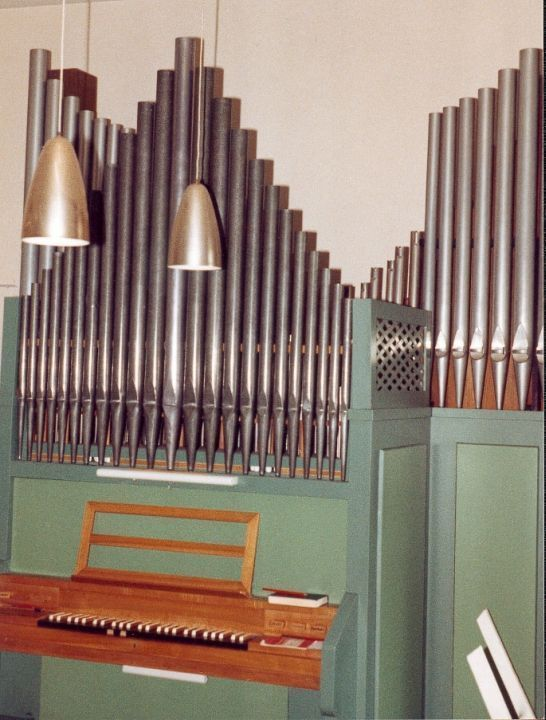
Bosch-Orgel im Konferenzraum (1986)

Im Jahr 1974 wurde eine Orgel, welche Werner Bosch um 1950 für die später abgebrochene Johanniskirche in Kassel erbaut hatte (damals ohne Pedal), im Konferenzraum der Stadtkirche aufgestellt. Dabei handelt es sich um die erste Schleifladenorgel der Firma Bosch. 
Vor der Kirchenrenovierung wurde die Orgel 2021 abgebaut und eingelagert.
| I Manual C–f3 |    |
| Gedackt       | 8′ |
| Prinzipal     | 4′ |
| Gemshorn      | 2′ |
| Zimbel I–II   |    |

| Pedal C–f1 |     |
| Subbaß     | 16′ |
| Choralbaß  | 04′ |

- Koppel: I/P[21]

### Continuo-Positiv
Zeitgleich zur Erweiterung der großen Orgel in der Stadtkirche wurde in den Jahren 1974 / 1975 ein transportables Continuo-Positiv, ebenfalls durch die Firma Willi Peter, erbaut. Es besitzt eine mechanische Schleiflade in einem Gehäuse mit Schwellkasten (Plexiglasschweller). Es besitzt drei Register. Es wurde bei zahlreichen Konzerten in der Stadtkirche als auch in anderen Kirchen verwendet. Im Jahr 2019 wurde das Positiv verkauft und ist an einem anderen Ort weiterhin im Einsatz.
Für Konzerte in der Stadtkirche steht nun das 2004 durch Tilman Trefz aus Stuttgart erbaute Orgelpositiv der Kirchenmusikakademie zur Verfügung, welches in der Andreaskapelle des Klosters steht.
| Manualwerk C, D–c3 |    |
| Gedackt            | 8′ |
| Rohrflöte          | 4′ |
| Prinzipal          | 2′ |

## Glocken
Die Stadtkirche besitzt ein Geläut aus drei Glocken. Die älteste Glocke, die kleine Marienglocke, stammt vermutlich aus dem 14. Jahrhundert und wurde ursprünglich für das benachbarte Kloster gegossen. Im Jahr 1953 wurde sie als Leihgabe im Turm der Stadtkirche aufgehängt. Die mittlere Glocke wurde 1700 von Johann Schneidewind in Frankfurt gegossen und ist dem heiligen Erzengel Michael gewidmet. Sie zeichnet sich durch eine kunstvoll gestaltete Krone mit Löwenköpfen auf den Henkeln aus. Die größte Glocke des Geläuts wurde 1953 von der Glockengießerei Gebr. Rincker in Sinn hergestellt. Sie ersetzt zusammen mit der alten Marienglocke aus dem Kloster zwei Glocken der Gießerei Bach aus Windecken aus den Jahren 1753 und 1805, die im Zweiten Weltkrieg eingeschmolzen wurden. Alle Glocken sind in einem historischen Holzglockenstuhl aufgehängt. Während die dritte Glocke ein Stahljoch verwendet, hängen die Glocken 1 und 2 an Holzjochen.
| Nr. | Name           | Gussjahr     | Gießer, Gussort                      | Material | Durchmesser (mm) | Schlagton | Inschrift | Bild |
| --- | -------------- | ------------ | ------------------------------------ | -------- | ---------------- | --------- | --- | ---- |
| 1   | Grosse Glocke  | 1953         | Rincker, Sinn                        | Bronze   | 1.200            | e1        | „Einmal werden alle Stimmen jauchzend Gottes Thron umschweben Ihr dürft hier, ihr freudberufenen, seinen Namen schon erheben Dein ist Reich und die Kraft und die Herrlichkeit in Ewigkeit“ |      |
| 2   | Michaelsglocke | 1700         | Johann Schneidewind, Frankfurt a. M. | Bronze   | 1.000            | g1        | „GOS MICH MIOHANNES SCHNEIDEWIND IN FRANCKFURT H. IOHAN PETER BRAUN PFARRER 1700 H. IOHAN MICHAEL WEICHEL H. IOHAN CASPAR HENSLER BEIDE H. K. BAUMEISTER IN SCHLÜCHTERN“                    |      |
| 3   | Marienglocke   | ca. 14. Jhd. | unbekannt                            | Bronze   | 850              | h1        | „AVE MARIA GRATIA PLENA DOMINVS TECVMBENEDICTA MV LIERIBVS BENEDICTVS“ |      |

## Türmerwohnung
Über der Glockenstube wohnte im 16. und 17. Jahrhundert ein Türmer, welcher bei Feuer Sturm zu läuten hatte und in ein Horn blasen musste. Inmitten des Dreißigjährigen Krieges, im Jahr 1642, musste der damalige Bewohner Stoffel Artz ausziehen, da er „cassiert“ wurde und es wurde kein neuer Türmer eingestellt. Die Türmerwohnung selbst ist durch den Einbau des elektrischen Läutewerks in den 50er Jahren sowie einem Vogelnistkasten nahezu völlig zerstört. Die historische Blocktreppe wurde ebenfalls in dieser Zeit durch einen Kirchendiener zersägt. Die Wohnung besaß zwei Stockwerke, die Wände waren in Fachwerkbauweise ausgeführt und mit Lehm beworfen. Das Untergeschoss der Türmerwohnung war ungefähr so groß wie eine Schiffskoje.

## Umgebung

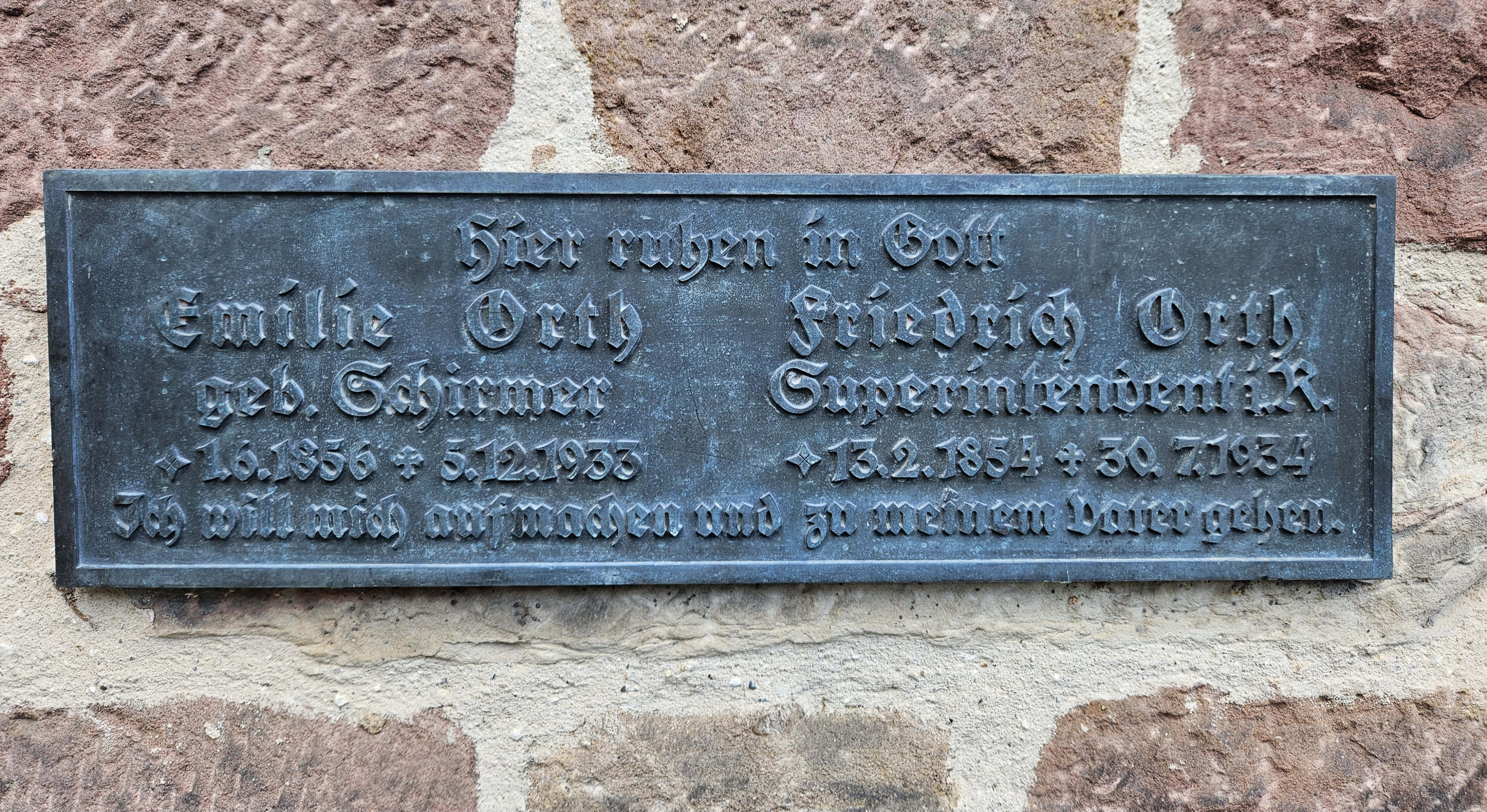
Grab des Ehepaares Orth (2024)

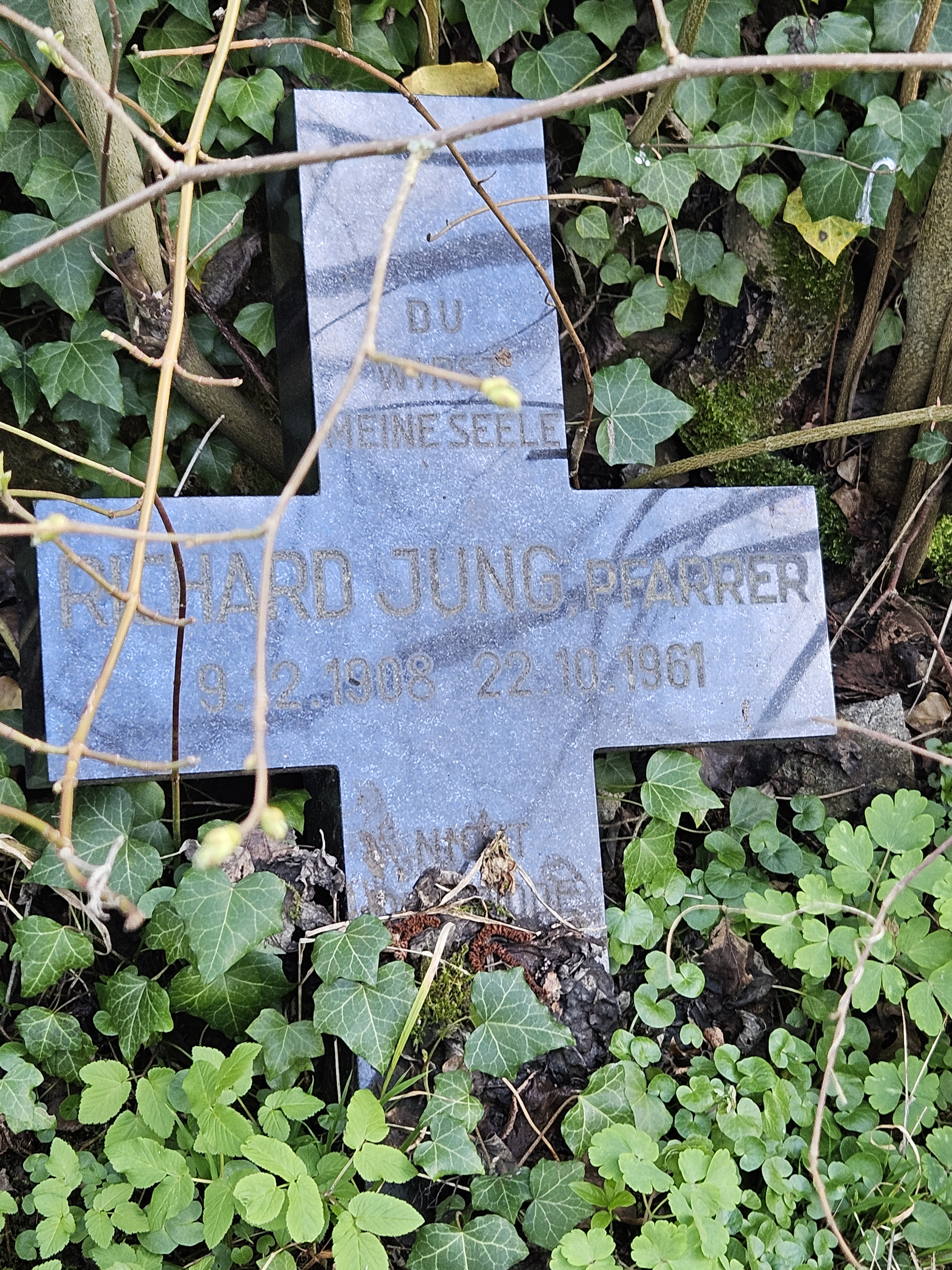
Grab von Richard Jung (2024)

### Gräber
An der Kirche sowie um die Kirche herum befinden sich abgesehen von der Kriegsgräberstätte hinter der Kirche weitere Gräber oder Grabsteine von wichtigen Geistlichen der Region.

#### Ehepaar Orth
An der Ostseite der Kirche befindet sich eine Grabtafel für Friedrich Orth (* 13. Februar 1854; † 30. Juli 1934), Superintendent i. R. des Kirchenkreises Schlüchtern von 1900–1925 und seine Frau Emilie Orth geb. Schirmer (* 1. Juni 1856; † 5. Dezember 1933).

#### Ehepaar Jung
An der südlichen Kirchenmauer sind die beiden Grabsteine von Marta Jung geb. Horn und Richard Jung (* 9. Februar 1908; † 22. Oktober 1961). Richard Jung war von 1948 bis zu seinem Tod im Jahr 1961 Dekan den Kirchenkreises Schlüchtern. Aufgrund seines plötzlichen Todes wurde das Ev. Gemeindezentrum bei der Einweihung im Jahr 1962 „Richard-Jung-Haus“ genannt. Zuvor war Jung Pfarrer in Oberkalbach und verhinderte im Jahr 1945 als solcher durch seine Verhandlungskünste die völlige Zerstörung Oberkalbachs durch die Amerikaner.

#### Pfarrer Rollmann
Neben den Grabsteinen des Ehepaares Jung steht das Grab von Rudolf Wilhelm Rollmann (* 12. Juni 1869; † 19. März 1961), welcher von 1905 bis 1933 Pfarrer der Schlüchterner Pfarrstelle II war und nach der Machtergreifung der Nationalsozialisten vorzeitig in den Ruhestand versetzt wurde.

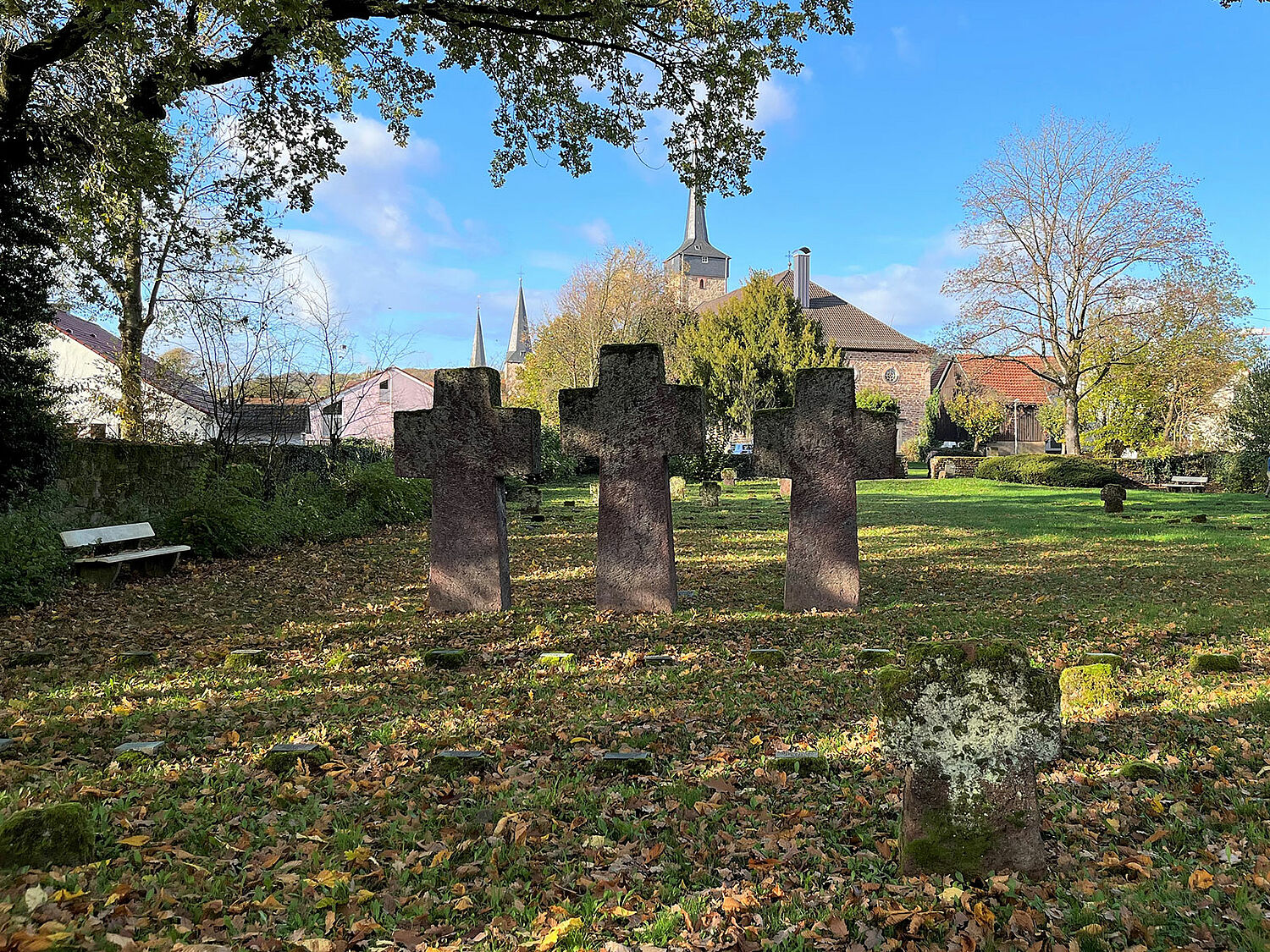
Kriegsgräberstätte mit Blick auf Kirche (2024)

### Kriegsgräberstätte
Hinter der Stadtkirche befindet sich die 1963 eingeweihte Kriegsgräberstätte, auf welcher 338 Tote bestattet sind. Die meisten der dort bestatteten Menschen starben im Frühjahr 1945, also gegen Ende des 2. Weltkriegs. Begraben sind zum einen Soldaten der Wehrmacht oder SS als auch KZ-Häftlinge, welche während eines Todesmarsches aus den Frankfurter Adlerwerken durch die Nazis ermordet wurden, zivile Kriegstote, sowjetische Kriegsgefangene und Zwangsarbeiter aus Osteuropa. Des Weiteren sind noch 4 Tote des 1. Weltkriegs begraben. 91 der 338 Toten sind Unbekannt.

## Kirchengemeinde
Schlüchtern gehört zusammen mit Elm, Niederzell, Hutten und Gundhelm sowie Klosterhöfe und Herolz zur Kirchengemeinde Schlüchtern. Zusammen mit der Kirchengemeinde Ramholz mit Vollmerz, Sannerz und Hinkelhof sowie Ahlersbach aus der Kirchengemeinde Hohenzell – Ahlersbach – Bellings bilden die Gemeinden einen Kooperationsraum. Der Kooperationsraum verteilt sich auf 4 Pfarrstellen, wovon sich Pfarramt II und III in Schlüchtern befinden.

## Persönlichkeiten

### Organisten
- Wilhelm Zinkhan (1798–1863), Präzeptor in Steinau, erhielt wegen seiner großen musikalischen Begabung den Kantorentitel.[32]
- Ernst Karl Rößler (1909–1980), Pfarrer, Kirchenmusiker, Komponist und Orgelsachverständiger
- Walter Opp (1931–2022), Kirchenmusiker, Hochschullehrer und Universitätsmusikdirektor in Friedrich-Alexander-Universität Erlangen-Nürnberg
- Martin Bartsch (* 1942), Kirchenmusiker, ehem. Landeskirchenmusikdirektor Evangelische Kirche von Kurhessen-Waldeck[33]
- Gunther Martin Göttsche (* 1953), Kirchenmusiker und Komponist, ehem. Leiter der Kirchenmusikakademie Schlüchtern[34]
- Michael Schneider (* 1977), evangelischer Theologe, Präses der EKKW und Kirchenmusiker[33][35]

### Pfarrer
Liste der Pfarrer seit der Hanauer Union (1818). Zuvor gab es in Schlüchtern bereits kurz nach dem Petrus Lotichius 1543 die Reformation eingeführt hatte zwei reformierte Pfarrstellen.

#### Ehemaliges Dekanat (Pfarramt I)
Die erste Pfarrstelle war bis 1832 auch für die Gemeinden Hohenzell, Niederzell, Bellings und die Klosterhöfe zuständig. Für die Gemeinde Niederzell war das zweite Pfarramt bis 1966 zuständig. Zugleich war der Pfarrer der Pfarrstelle I seit 1885 auch gleichzeitig Dekan (vormalig: Superintendent) des ehemaligen Kirchenkreises Schlüchtern. Da dieser im Jahr 2020 mit dem Kirchenkreis Gelnhausen fusionierte, wanderte auch der Dekanatssitz nach Gelnhausen.
- 1818–1824: Johann Christoph Osius
- 1818–1851: Georg Friedrich Baist
- 1852–1864: Wilhelm Schäfer
- 1864–1885: Heinrich Georg Ludwig Reuss
- 1885–1900: Justus Philipp Heinrich Wilhelm Heck
- 1900–1925: Friedrich Wilhelm Orth
- 1925–1928: Hermann Drüner
- 1928–1936: Karl Burhenne
- 1937–1947: Johann Elbrechtz
- 1948–1961: Richard Heinrich Jung
- 1962–1968: Dietrich Gang
- 1968–1978: Joachim Stahl
- 1978–1989: Ernst Giese
- 1989–2002: Klaus Dietrich
- 2002–2015: Fritz-Eckhardt Schmidt
- 2015–2020: Wilhelm Hammann

#### Pfarrer der Stadtkirche (Pfarramt II)
Von 1832 bis 1843 wurden die Gemeinden Hohenzell und Bellings von der zweiten Pfarrstelle versehen. Heute ist die Pfarrstelle Schlüchtern II für einen großen Teil Schlüchterns und die Klosterhöfe zuständig. Herolz zählt auch dazu, welches früher noch zu dem Gebiet der Pfarrstelle I gehörte.
- 1818–1824: Johann Christoph Osius
- 1814–1831: Jakob Friedrich Pauli
- 1831–1842: Friedrich August Stamm
- 1843–1856: Johann Valentin Albach
- 1856–1875: Philipp Wilhelm Rudoph Walther
- 1875–1885: Justus Philipp Heinrich Wilhelm Heck
- 1886–1891: Georg Friedrich Hartmann
- 1892–1900: Johannes Christian Hattendorf
- 1900–1905: Ernst Valentin Heinrich Kahl
- 1905–1933: Rudolf Wilhelm Rollmann
- 1934–1936: Jeremias Jakobus Wilhelm Pfeiffer
- 1947–1955: Heinrich Laag
- 1955–1957: Oswald Krause
- 1957–1991: Karlheinz Happich
- 1991–2018: Joachim Truß
- Seit 2018: Simone Schneider[36]

#### Pfarrer in Schlüchtern und Niederzell (Pfarramt III)
Die dritte Pfarrstelle in Schlüchtern wurde am 1. Juni 1966 errichtet und sollte die ehemalige Pfarrstelle I (Dekanat) entlasten. Zum Einzugsgebiet gehören Teile von Schlüchtern und Niederzell.
- 1969–1995: Klaus Georg Arnold[37]
- 1996–2023: Wilfried Battefeld
- Seit 2024: Marieke Richber[36]